# Radio Voxson
Radio Voxson è stata un'emittente radiofonica che trasmetteva da Roma. 

## Storia
Fu fondata nel 1975 su idea di Francesco Mecadante, proprietario dell'azienda di elettronica Voxson, come una delle tantissime radio libere che iniziarono la loro attività in quel periodo. Dopo un periodo di trasmissioni in regime di incertezza normativa (il monopolio statale delle frequenze per le trasmissioni radiofoniche e televisive, affidato in concessione alla RAI, era stato confermato dalla legge 103/1975), finalmente, con la sentenza della Corte Costituzionale 202/1976 del 28 luglio 1976, può operare in piena legittimità. Le trasmissioni venivano irradiate dalla sede in via della Camilluccia 19 a Roma. 
Una peculiarità della radio era quella di trasmettere alcuni programmi (fra i quali quello del mattino condotto da Cinzia Visaggio e il Dedicato a Voi condotto da Lamberto Giorgi)  prodotti da TVR Voxson e progettati in modo da essere trasmessi ed apprezzabili in diretta sia in video che audio. 
Negli anni novanta - complice l'espandersi dei grandi network - al pari di altre radio cessa la propria attività, cedendo le proprie frequenze. 

## Frequenze
| Frequenza | Copertura          |
| --------- | ------------------ |
| 100.700   | provincia di Roma, |